# Luca Balsofiore
Luca Balsofiore (Forio, 11 gennaio 1906 – Mediterraneo Centrale, 16 aprile 1941) è stato un militare italiano, Capitano del Genio Navale nella Regia Marina durante la seconda guerra mondiale, gli fu conferita la Medaglia d'oro al valor militare alla memoria.

## Biografia
Nacque a Forio d'Ischia da Aniello e Teresa Castaldi. 
Conseguito il diploma di Capitano Marittimo presso l'Istituto Nautico di Napoli ed ammesso al Corso Ufficiali di complemento all'Accademia navale di Livorno, nel giugno 1928 conseguì la nomina a sottotenente Direzione Macchine.
Trattenuto in servizio a domanda, nel 1930 fu promosso tenente e nel 1937 venne nominato capitano, prestando successivamente servizio su unità della Squadra Navale, presso la Scuola Specialisti di Venezia, all'Accademia Navale di Livorno, presso il Comando Militare Marittimo Autonomo dell'Alto Adriatico ed infine a Navalgenio Genova.
Partecipò alle operazioni militari in Spagna imbarcato sull'avviso scorta Pegaso e nel luglio 1939 s'imbarcò quale direttore di macchina sul cacciatorpediniere Luca Tarigo con il quale, il 16 aprile 1941, partecipò alla missione di scorta convogli che vide l'unità pesantemente impegnata contro quattro unità similari inglesi.
Nell'aspro combattimento che ne seguì e che culminò con l'affondamento del Luca Tarigo e del cacciatorpediniere inglese Mohawk silurato dallo stesso Luca Tarigo, Luca Balsofiore, benché gravemente ferito ed accecato da un colpo al viso, volle essere accompagnato in plancia comando accanto al suo Comandante il capitano di fregata Pietro de Cristofaro, e con lui scomparì tra i flutti nell'affondamento dell'unità.
Il Comune di Forio ha dedicato all'eroico figlio una piazza, una scuola ed il locale gruppo ANMI, organizzato nel 1955. Anche il comune di Fiumicino gli ha intitolato una via.